# 도리우미 고지
도리우미 고지(일본어: 鳥海 晃司, 1995년 5월 9일~)는 일본의 축구 선수이다.

## 구단 경력
그는 2018년 J2리그의 제프 유나이티드 지바에 입단했다. 2020년까지 79경기에 출전하여, 1득점을 넣었다. 2021년 J1리그의 세레소 오사카로 이적했다. 2021년과 2022년 2번의 J리그컵 준우승을 차지했다. 2024년까지 83경기에 출전하여, 1득점을 넣었다. 2025년 제프 유나이티드 지바로 복귀했다.